# Слобозия-Медвежа
Слобозия-Медвежа, Слободка-Медвежа (рум. Slobozia-Medveja) — село в Бричанском районе Молдавии. Наряду с селом Медвежа входит в состав коммуны Медвежа.

## География
Село расположено на высоте 208 метров над уровнем моря.

## Население
По данным переписи населения 2004 года, в селе Слобозия-Медвежа проживает 51 человек.
Этнический состав села:
| Национальность | Число жителей | Процентный состав |
| -------------- | ------------- | ----------------- |
| украинцы       | 47            | 92.2              |
| молдаване      | 3             | 5.9               |
| русские        | 1             | 1.9               |
| Всего          | 51            | 100%              |